# Список керівників держав 95 року

## Європа
- Боспорська держава — цар Савромат I (90-123)
- Дакія — цар Децебал (87-106)
- Ірландія — верховний король Туатал Техтмар (76-106)
- Римська імперія
  - імператор Доміціан (81-96)
    - консул Доміціан (95)
    - консул Тіт Флавій Клемент (95)
      - Белгіка — Квінт Глітій Атілій Агрікола (94-97)
      - Верхня Германія — Траян (91-96)
      - Далмація — Квінт Помпоній Руф (92-95)
      - Верхня Мезія — Гней Емілій Цикатрікула Помпей Лонгін (93-96)

## Азія
- Близький Схід
  - Бану Джурам (Мекка) — шейх Абд аль-Масих (76-106)
  - Велика Вірменія — цар Санатрук I (88-110)
  - Набатейське царство — цар Раббель II Сотер (70-106)
  - Хим'яр — цар Наша'каріб Юхамін (90-100)
  - Осроена — цар Санатрук I (91-109)
- Диньяваді — Вісу Яза (90-111)
- Іберійське царство — цар Картам (75-106)
- Індія
  - Кушанська імперія — Віма Такто (80-105)
  - Царство Сатаваханів — магараджа Шивасваті Сатавахана (84-112)
- Індо-парфянське царство (Маргіана) — цар Абдагаз II (бл. 90)
- Китай
  - Династія Хань — імператор Лю Чжао (Хе-Ді) (88-106)
  - вождь племінного союзу південних сяньбі Улунь (93-120)
- Корея
  - племінний союз Кая — Суро
  - Когурьо — тхеван (король) Тхеджохо (53-146)
  - Пекче — король Кіру (77-128)
  - Сілла — ісагим (король) Пхаса (80-112)
- Персія
  - Парфія — шах Пакор II (78-105)
- Сипау (Онг Паун) — Сау Кам Монг (72-110)
- Японія — тенно (імператор) Кейко (71-130)
  - Азія — Марк Атілій Постум Брадуа (94-95)
  - Каппадокія — Тит Помпоній Басс (94/95-99/100)
  - Лікія і Памфілія — Луцій Доміцій Аполінар (93-96)
  - Сирія — Луцій Яволен Пріск (93-96)

## Африка
- Царство Куш — цар Віма Такту (85-103)
  - Єгипет — Марк Юній Руф (94-98)